# Antennenturm des Wasserstraßen- und Schifffahrtsamts Wilhelmshaven
Der Antennenturm des Wasserstraßen- und Schifffahrtsamts Wilhelmshaven ist ein 114,1 Meter hoher Stahlbetonturm des Wasserstraßen- und Schifffahrtsamts in Wilhelmshaven.
Der Antennenturm dient zur Übermittlung von Daten für die Schifffahrt und zum Empfang von Radardaten von fernüberwachten Radaranlagen des Wasserstraßen- und Schifffahrtsamts Wilhelmshaven. Der Turm hat am Fuß einen Durchmesser von 6 Metern und wurde 1976/1977 errichtet.